# Hakkı Akil
Hakkı Akil  (* 5. Januar 1953 in Kargı) ist ein türkischer Botschafter.

## Leben
Nach dem Abitur 1972 am Galatasaray Lisesi erwarb er 1977 den Master der Wirtschaftswissenschaft an der Universität Montesquieu Bordeaux IV um 1979 in den auswärtigen Dienst einzutreten. Akil wurde 1982 Gesandtschaftssekretär zweiter Klasse in Damaskus, 1984 war er Konsul in Paris. Von 1987 bis 1988 war er an der École nationale d’administration.
Ab 1990 war er Gesandtschaftssekretär erster Klasse in Paris und leitete verschiedenen Abteilungen, bis er 1996 Stellvertreter des Ständigen Vertreters beim Büro der Vereinten Nationen in Genf sowie Stellvertreter des Ständigen Vertreters bei der WTO wurde.
Von 2001 bis 2003 war er Mitglied im Haushaltsausschuss des Energiecharta-Sekretariat. Vom 3. Januar 2005 bis zum 23. April 2005 war er Botschafter in Aşgabat. Vom 7. Mai 2008 bis zum 16. Oktober 2009 war er Botschafter in Abu Dhabi. 2009 wurde er Ministerialdirigent der Abteilung Haushalt. Von 20. Januar 2011 bis zum 1. April 2014 war er Botschafter in Rom. Seit dem 14. April 2014 ist er Botschafter in Paris.
Hakkı Akil ist verheiratet, hat ein Kind, und spricht Französisch und Englisch fließend.